# Монастырец (Львовский район)
Монастырец (укр. Монастирець) — село в Комарновской городской общине Львовского района Львовской области Украины.
Население по переписи 2001 года составляло 273 человека. Занимает площадь 31,1 км². Почтовый индекс — 81557. Телефонный код — 3231.